# Mugarra
Mugarra est une montagne de Biscaye, en Pays basque (Espagne), culminant à 969 m d'altitude et appartenant au massif d'Aramotz.

## Géographie
La sierra d'Aramotz se situe dans la partie occidentale des montagnes du Durangaldea, connues aussi comme « la petite Suisse ». Le Mugarra est le prolongement de la cordillère de l'Anboto, de l'Alluitz et de l'Untzillaitz et limite cette sierra (massif) par l'ouest. Tout le massif d'Aramotz fait partie du parc naturel d'Urkiola en le parcourant du nord-ouest au sud-est.
Immense massif calcaire récifal très compacte et de couleur gris clair, il contient des restes de coraux des gros coquillages de la sous-classe Heterodonta (grand mollusque en forme de coupe) et de la famille Ostreidae. Il se hisse verticalement vers le ciel en formant, surtout dans sa face sud, une falaise impressionnante de plus de 300 mètres de hauteur sur les prairies de Mugarrikolanda. C'est sur cette paroi que vivent la majorité des vautours du parc naturel d'Urkiola (on estime que 60 couples y nidifient). Le versant nord, qui s'élève au-dessus de la ville de Durango, est imposant mais pas aussi vertigineux que le versant sud. Il est couvert de hêtres, d'aubépines monogynes et de chênes cantabriques.
Aux pieds de la face sud s'ouvrent les campas de Mugarrikolanda (700 m) où se trouve une source, et d'où partent les chemins qui se perdent dans la champêtre montagne d'Aramotz, complexe karstique singulier où se trouvent la partie sud des grottes de Baltzola et l'arc de Zubi Gentil. Au pied de la face nord se trouve l'espace connu comme Neberondo où l'on conserve un ancien entrepôt de neige (elle était recueillie en hiver et revendue jusqu'en été) transformé en refuge.
Dans l'éperon rocheux qui prolonge la crête, il existe plusieurs voies d'escalade normalement interdites de par la gêne qu'elles provoquent pour la nidification des oiseaux. Cet éperon calcaire, comme toute la montagne, est érodé par une exploitation minière à ciel ouvert, une grande carrière, causant des dommages irréparables jusqu'en bordure du parc.

## Ascensions

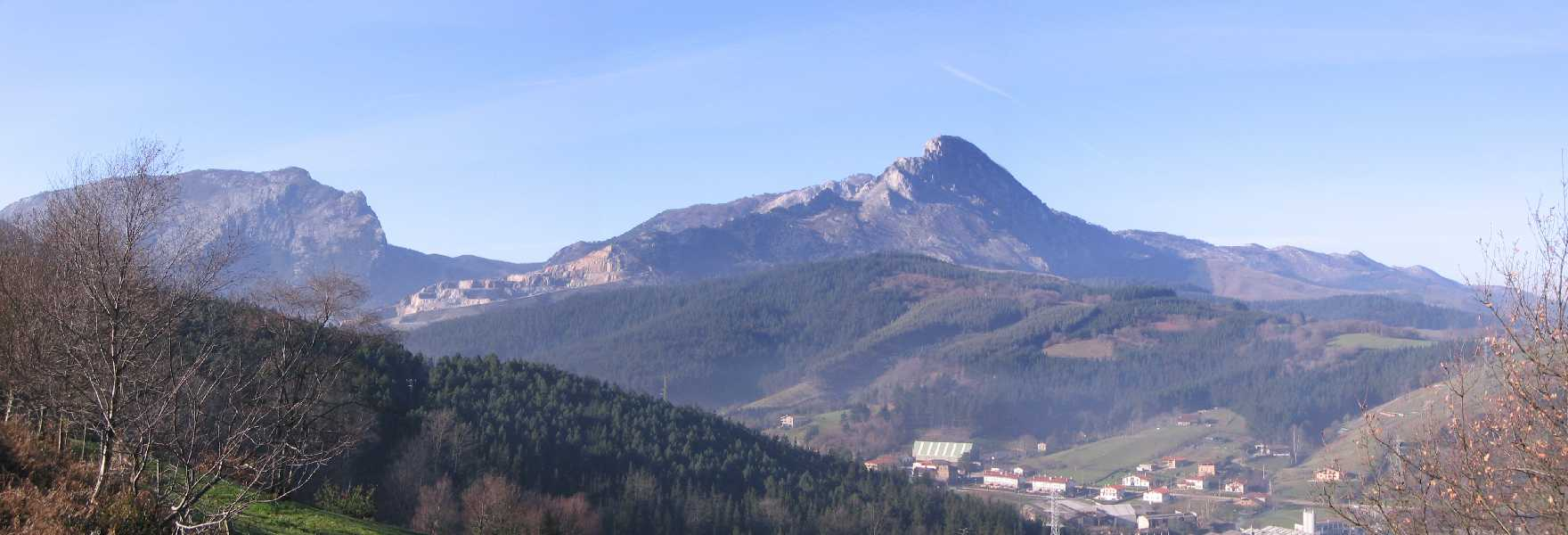
Vue générale du Mugarra. À sa droite l'Arrietabaso (1011 m), à sa gauche toute la ligne de crêtes limitant par le nord la sierra d'Aramotz, le dernier sommet étant le Belatxikieta. L'agglomération visible sur la partie inférieure est Izurtza.

Depuis Mañaria
À Mañaria (181 m), un chemin monte au col de Mugarrikolanda (760 m) au-dessus du vallon d'Aldebaraieta où se trouvent quelques fermes éparses. Depuis le col, un chemin permet sans difficulté d'atteindre le sommet par la face Ouest. Depuis le chemin de Mugarrikolanda il est possible d'accéder, à travers les rocailles à une faille dans la crête orientale. Il s'agit de la faille d'Atxurkulu (662 m). Le piton d'Atxurkulu (686 m), se trouve proche sur la droite. On accède aussi à cette faille depuis le versant opposé. Ici démarre le parcours de la crête Est (P.D.), sans difficulté, en tout cas, contournable jusqu'à atteindre un pan herbeux sur la partie finale de la crête avec le plus petit niveau technique.[style à revoir]
Depuis Durango
Depuis Durango (113 m) il faut marcher vers l'ermitage de San Andres (210 m). Ensuite on prend la direction de la ferme Arrioletxe (256 m) jusqu'à Santa Lucia (375 m). Commence maintenant la montée proprement dite en pénétrant dans le défilé de Kataska entre les pics de Mugarra (969 m) et de Pagasarri (851 m)[réf. nécessaire]. On se retrouve au-dessus du massif calcaire du passage de Kataska qui débouche sur le Mugarrikolanda (760 m).[style à revoir]
Temps d'accès :
- Mañaria (2 h) ;
- Durango (2 h 30 min).